# Империал (отель)

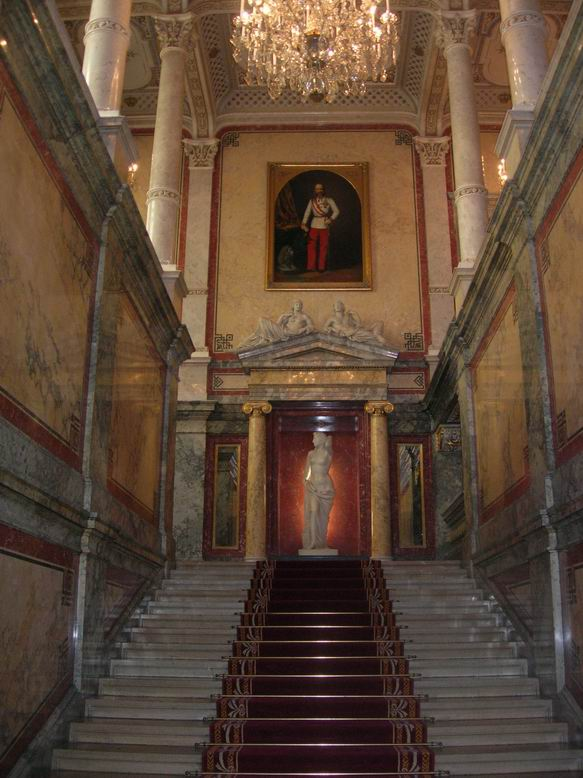
Интерьеры отеля

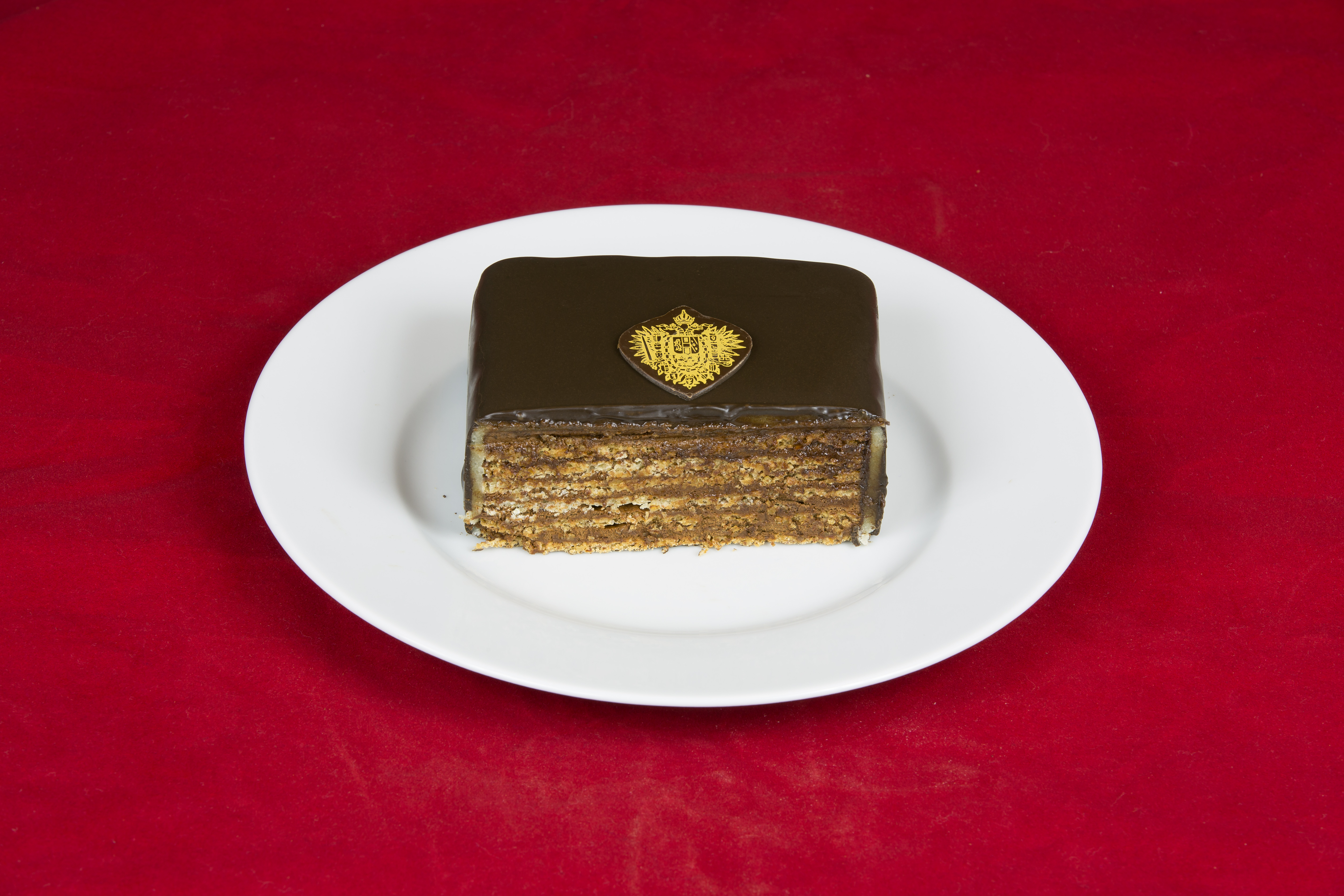
Торт «Империал»

Отель «Империал» (нем. Hotel Imperial) — роскошный отель в центре Вены в историческом здании на Рингштрассе по адресу: Кернтнер-Ринг, 16. Входит в категорию Luxury Collection Starwood Hotels and Resorts Worldwide.

## История
Здание отеля возводилось в 1862—1865 годах в качестве дворца герцога Филиппа Вюртембергского. Проект сооружения в стиле итальянского неоренессанса был создан архитектором Арнольдом Ценетти. Герцог и его супруга Мария Тереза Австрийская въехали в новый дворец в 1866 году, но уже в 1871 году дворец герцога Вюртембергского был продан банкиру Горацию фон Ландау. Предполагается, что герцог потерял интерес ко дворцу после того, как вид на реку Вену закрыло новое здание Венской филармонии, а проход в парк закрыла проложенная улица. Герцогине тоже никогда не нравилось жить в этом дворце. Считается, что дворец был приобретён группой инвесторов, дворец был перестроен под отель архитектором Вильгельмом Гроссом. Торжественная церемония открытия нового отеля состоялась в преддверии Всемирной выставки 1873 года в присутствии императора Франца Иосифа и императрицы Елизаветы 28 апреля 1873 года.
В 1875 году владельцы сдали отель в аренду Иоганну Фронеру, имевшему успешный опыт управления отелем в Будапеште. В 1912 году отель «Империал» был преобразован в акционерное общество. В отеле был произведён ремонт и установлено центральное отопление. Во времена монархии в отеле «Империал» останавливались князь Отто фон Бисмарк, граф Патрис де Мак-Магон, король Сербии Милан, царь Болгарии Фердинанд, Рихард Вагнер, Элеонора Дузе и Сара Бернар. В 1928 году в здании были надстроены два этажа. В межвоенный период постояльцами отеля «Империал» были Томас Манн, Луиджи Пиранделло, Джон Голсуорси и Клод Ане. После аншлюса Австрии в отеле «Империал» проживал во время своих визитов в Вену Адольф Гитлер. После войны в отеле обосновались советские оккупационные власти. В 1961 году на время встречи в верхах в отеле останавливались Джон Ф. Кеннеди и Н. С. Хрущёв. В 1994 году отель «Империал» был назван самым лучшим отелем в мире по мнению читателей Condé Nast. В отеле «Империал» по традиции останавливаются высокопоставленные гости, прибывающие с государственным визитом. В частности, в отеле проживали Ричард Никсон, король Норвегии Улаф V, Иосип Броз Тито, король Бельгии Леопольд II, Индира Ганди, королева Елизавета II, король Хуан Карлос I и японская императорская чета Акихито и Митико.
В отеле останавливались многие известные деятели искусства, в том числе Отто Премингер, Уолт Дисней, Отто Клемперер, Альфред Хичкок, Фрэнк Синатра, Вуди Аллен, Юл Бриннер, Питер Устинов, Мишель Пикколи, Зубин Мета, Владимир Горовиц, Риккардо Мути, Мик Джаггер, Мэрайя Кэри и София Коппола. Майкл Джексон написал в отеле «Империал» песню Earth Song.
На первом этаже отеля размещается кафе «Империал», выпускающее по секретному рецепту одноимённый фирменный торт с марципаном и молочным шоколадом.